# Pseudocheirodon terrabae
Pseudocheirodon terrabae är en fiskart som beskrevs av Bussing, 1967. Pseudocheirodon terrabae ingår i släktet Pseudocheirodon och familjen Characidae. Inga underarter finns listade i Catalogue of Life.